# Akademické mistrovství světa v orientačním běhu 1994
9. Akademické mistrovství světa v orientačním běhu proběhlo ve Švýcarsku ve dnech 4. až 11. září 1994. Centrem závodů AMS byl Fiesch.
Závodů se zúčastnilo celkem 200 závodníků (116 mužů a 84 žen) ze 30 zemí.

## Program závodů
Program mistrovství světa:
| Den      | Závod         | Centrum závodu |
| -------- | ------------- | -------------- |
| 8. září  | krátká trať   |                |
| 10. září | klasická trať |                |
| 11. září | štafety       |                |

## Závod na krátké trati (Short)
Závod se běžel v nadmořské výšce 1600 - 1900 m n. m.
| Zkrácené výsledky                                                 | Zkrácené výsledky                                                 | Zkrácené výsledky                                                 | Zkrácené výsledky                                                 | Zkrácené výsledky                                                 | Zkrácené výsledky                                                 | Zkrácené výsledky                                                 | Zkrácené výsledky                                                 |
| Muži                                                              | Muži                                                              | Muži                                                              | Muži                                                              | Ženy                                                              | Ženy                                                              | Ženy                                                              | Ženy                                                              |
| ----------------------------------------------------------------- | ----------------------------------------------------------------- | ----------------------------------------------------------------- | ----------------------------------------------------------------- | ----------------------------------------------------------------- | ----------------------------------------------------------------- | ----------------------------------------------------------------- | ----------------------------------------------------------------- |
| - Traťové parametry: 3,7 km, 150 m převýšení, 16 kontrol. - Mapa: | - Traťové parametry: 3,7 km, 150 m převýšení, 16 kontrol. - Mapa: | - Traťové parametry: 3,7 km, 150 m převýšení, 16 kontrol. - Mapa: | - Traťové parametry: 3,7 km, 150 m převýšení, 16 kontrol. - Mapa: | - Traťové parametry: 3,0 km, 120 m převýšení, 12 kontrol. - Mapa: | - Traťové parametry: 3,0 km, 120 m převýšení, 12 kontrol. - Mapa: | - Traťové parametry: 3,0 km, 120 m převýšení, 12 kontrol. - Mapa: | - Traťové parametry: 3,0 km, 120 m převýšení, 12 kontrol. - Mapa: |
| Umístění                                                          | Jméno                                                             | Čas                                                               | Ztráta                                                            | Umístění                                                          | Jméno                                                             | Čas                                                               | Ztráta                                                            |
| Zlatá medaile                                                     | Olivier Coupat                                                    | 24:10                                                             |                                                                   | Zlatá medaile                                                     | Lucie Böhm                                                        | 25:43                                                             |                                                                   |
| Stříbrná medaile                                                  | Petri Forsman                                                     | 25:37                                                             | +1:27                                                             | Stříbrná medaile                                                  | Anne-Marie Piolat-Mancini                                         | 26:11                                                             | +0:28                                                             |
| Bronzová medaile                                                  | Václav Zakouřil                                                   | 26:03                                                             | +1:53                                                             | Bronzová medaile                                                  | Külli Kaljus                                                      | 26:15                                                             | +0:32                                                             |
| 4                                                                 | Tomáš Prokeš                                                      | 26:17                                                             | +2:07                                                             | 4                                                                 | Sabrina Meister-Fesseler                                          | 26:18                                                             | +0:35                                                             |
| 5                                                                 | Thomas Bührer                                                     | 26:34                                                             | +2:24                                                             | 5                                                                 | Brigitte Wolf                                                     | 26:38                                                             | +0:55                                                             |
| 6                                                                 | Gábor Pavlovics                                                   | 26:54                                                             | +2:44                                                             | 6                                                                 | Juliette Soulard                                                  | 26:57                                                             | +1:14                                                             |

## Závod na klasické trati (Classic)
Závod se běžel v nadmořské výšce okolo 2000 m n. m.
| Zkrácené výsledky                                                  | Zkrácené výsledky                                                  | Zkrácené výsledky                                                  | Zkrácené výsledky                                                  | Zkrácené výsledky                                                 | Zkrácené výsledky                                                 | Zkrácené výsledky                                                 | Zkrácené výsledky                                                 |
| Muži                                                               | Muži                                                               | Muži                                                               | Muži                                                               | Ženy                                                              | Ženy                                                              | Ženy                                                              | Ženy                                                              |
| ------------------------------------------------------------------ | ------------------------------------------------------------------ | ------------------------------------------------------------------ | ------------------------------------------------------------------ | ----------------------------------------------------------------- | ----------------------------------------------------------------- | ----------------------------------------------------------------- | ----------------------------------------------------------------- |
| - Traťové parametry: 12,5 km, 490 m převýšení, 22 kontrol. - Mapa: | - Traťové parametry: 12,5 km, 490 m převýšení, 22 kontrol. - Mapa: | - Traťové parametry: 12,5 km, 490 m převýšení, 22 kontrol. - Mapa: | - Traťové parametry: 12,5 km, 490 m převýšení, 22 kontrol. - Mapa: | - Traťové parametry: 7,5 km, 280 m převýšení, 16 kontrol. - Mapa: | - Traťové parametry: 7,5 km, 280 m převýšení, 16 kontrol. - Mapa: | - Traťové parametry: 7,5 km, 280 m převýšení, 16 kontrol. - Mapa: | - Traťové parametry: 7,5 km, 280 m převýšení, 16 kontrol. - Mapa: |
| Umístění                                                           | Jméno                                                              | Čas                                                                | Ztráta                                                             | Umístění                                                          | Jméno                                                             | Čas                                                               | Ztráta                                                            |
| Zlatá medaile                                                      | Tomáš Prokeš                                                       | 1:16:42                                                            |                                                                    | Zlatá medaile                                                     | Sabrina Meister-Fesseler                                          | 1:01:08                                                           |                                                                   |
| Stříbrná medaile                                                   | Thomas Bührer                                                      | 1:19:07                                                            | +2:25                                                              | Stříbrná medaile                                                  | Lucie Böhm                                                        | 1:01:20                                                           | +0:12                                                             |
| Bronzová medaile                                                   | Olivier Coupat                                                     | 1:19:30                                                            | +2:48                                                              | Bronzová medaile                                                  | Marie-Luce Romanens                                               | 1:01:31                                                           | +0:23                                                             |
| 4                                                                  | Petri Forsman                                                      | 1:20:06                                                            | +3:24                                                              | 4                                                                 | Brigitte Wolf                                                     | 1:04:36                                                           | +3:28                                                             |
| 5                                                                  | Christoph Plattner                                                 | 1:20:07                                                            | +3:25                                                              | 5                                                                 | Anne-Marie Piolat-Mancini                                         | 1:05:05                                                           | +3:57                                                             |
| 6                                                                  | Dominik Humbel                                                     | 1:20:43                                                            | +4:01                                                              | 6                                                                 | Juliette Soulard                                                  | 1:07:02                                                           | +5:54                                                             |

## Závod štafet (Relay)
Závod měl start ve výšce 2350 m n. m.
| Zkrácené výsledky            | Zkrácené výsledky                                                    | Zkrácené výsledky            | Zkrácené výsledky            | Zkrácené výsledky            | Zkrácené výsledky                                                                  | Zkrácené výsledky            | Zkrácené výsledky            |
| Muži                         | Muži                                                                 | Muži                         | Muži                         | Ženy                         | Ženy                                                                               | Ženy                         | Ženy                         |
| ---------------------------- | -------------------------------------------------------------------- | ---------------------------- | ---------------------------- | ---------------------------- | ---------------------------------------------------------------------------------- | ---------------------------- | ---------------------------- |
| - Traťové parametry: - Mapa: | - Traťové parametry: - Mapa:                                         | - Traťové parametry: - Mapa: | - Traťové parametry: - Mapa: | - Traťové parametry: - Mapa: | - Traťové parametry: - Mapa:                                                       | - Traťové parametry: - Mapa: | - Traťové parametry: - Mapa: |
| Umístění                     | Jméno                                                                | Čas                          | Ztráta                       | Umístění                     | Jméno                                                                              | Čas                          | Ztráta                       |
| Zlatá medaile                | Švýcarsko Christoph Plattner Luc Béguin Dominik Humbel Thomas Bührer | 3:23:34                      |                              | Zlatá medaile                | Švýcarsko Kaethi Wilder Marie-Luce Romanens Brigitte Wolf Sabrina Meister-Fesseler | 2:47:31                      |                              |
| Stříbrná medaile             | Česko Libor Zřídkaveselý Václav Zakouřil Tomáš Prokeš Rudolf Ropek   | 3:34:44                      | +11:10                       | Stříbrná medaile             | Česko Kateřina Tichá Olga Jirsová Hana Doleželová Mária Honzová                    | 2:52:45                      | +5:14                        |
| Bronzová medaile             | Maďarsko Gábor Domonyik László Frigyik Gábor Pavlovics Zoltán Dénes  | 3:42:35                      | +19:01                       | Bronzová medaile             | Rakousko Claudia Kunzel Lucie Böhm ? Hlosta ? Tobler                               | 3:02:10                      | +14:39                       |

## Medailové pořadí podle zemí
Pořadí zúčastněných zemí podle získaných medailí v jednotlivých závodech mistrovství (tzv. olympijského hodnocení).
| Medailové pořadí podle zemí | Medailové pořadí podle zemí | Medailové pořadí podle zemí | Medailové pořadí podle zemí | Medailové pořadí podle zemí | Medailové pořadí podle zemí |
| Pořadí                      | Stát                        | Zlatá medaile               | Stříbrná medaile            | Bronzová medaile            | Celkem                      |
| --------------------------- | --------------------------- | --------------------------- | --------------------------- | --------------------------- | --------------------------- |
| 1                           | Švýcarsko                   | 3                           | 1                           | 1                           | 5                           |
| 2                           | Česko                       | 1                           | 2                           | 1                           | 4                           |
| 3                           | Francie                     | 1                           | 1                           | 1                           | 3                           |
| 3                           | Rakousko                    | 1                           | 1                           | 1                           | 3                           |
| 5                           | Finsko                      |                             | 1                           |                             | 1                           |
| 6                           | Maďarsko                    |                             |                             | 1                           | 1                           |
| 6                           | Estonsko                    |                             |                             | 1                           | 1                           |

## Česká reprezentace na AMS
Česko reprezentovalo 5 mužů a 5 žen pod vedením trenérů Anny Gavendové a Petra Stejskala.
Marcela Kubatková kvůli zranění nenastoupila do žádného závodu.
| Přehled umístění českých reprezentantů | Přehled umístění českých reprezentantů | Přehled umístění českých reprezentantů | Přehled umístění českých reprezentantů | Přehled umístění českých reprezentantů |
| Kategorie                              | Jméno                                  | Klasika                                | Krátká                                 | Štafety                                |
| -------------------------------------- | -------------------------------------- | -------------------------------------- | -------------------------------------- | -------------------------------------- |
| Ženy                                   | Hana Doleželová                        | 26. místo                              | 9. místo                               | 2. místo                               |
| Ženy                                   | Mária Honzová                          | 17. místo                              | 21. místo                              | 2. místo                               |
| Ženy                                   | Olga Jirsová                           | 31. místo                              | 39. místo                              | 2. místo                               |
| Ženy                                   | Marcela Kubatková                      | X                                      | X                                      | X                                      |
| Ženy                                   | Kateřina Tichá                         | 43. místo                              | 26. místo                              | 2. místo                               |
| Muži                                   | Vít Pospíšil                           | 10. místo                              | X                                      | X                                      |
| Muži                                   | Tomáš Prokeš                           | 1. místo                               | 4. místo                               | 2. místo                               |
| Muži                                   | Rudolf Ropek                           | 11. místo                              | 9. místo                               | 2. místo                               |
| Muži                                   | Václav Zakouřil                        | 22. místo                              | 3. místo                               | 2. místo                               |
| Muži                                   | Libor Zřídkaveselý                     | 15. místo                              | 11. místo                              | 2. místo                               |